# ZVV West Stars
Il Zaalvoetbalvereniging West Stars è stata una squadra olandese di calcio a 5, con sede a Rotterdam.
La sua fugace apparizione nel mondo del calcio a 5 ha segnato le stagioni del campionato olandese di calcio a 5 per la prima metà degli anni 2000 con diversi piazzamenti di prestigio e un titolo di Campione d'Olanda nel 2002/2003, la squadra fu dapprima sospesa poi retrocessa nella stagione 2003/2004, successiva al loro primo titolo nazionale.
Nella sua storia può annoverare inoltre una coppa, vinta come bis del campionato nella stagione 2002/2003, e due supercoppe nel 2001-02 e 2003-04. In Europa la squadra olandese ha ottenuto una lusinghiera qualificazione ai due gironi che designano le semifinaliste della Coppa UEFA nella stagione 2003-04 ma poi non ha raccolto punti, eliminata come ultima nel girone.

## Palmarès
- Campionato olandese: 1

2002-2003
- Coppa dei Paesi Bassi: 1

2002-2003
- Supercoppe d'Olanda: 2

2002, 2004
- Coppa del Benelux: 1

2004